# Hermann Heinrich Howaldt

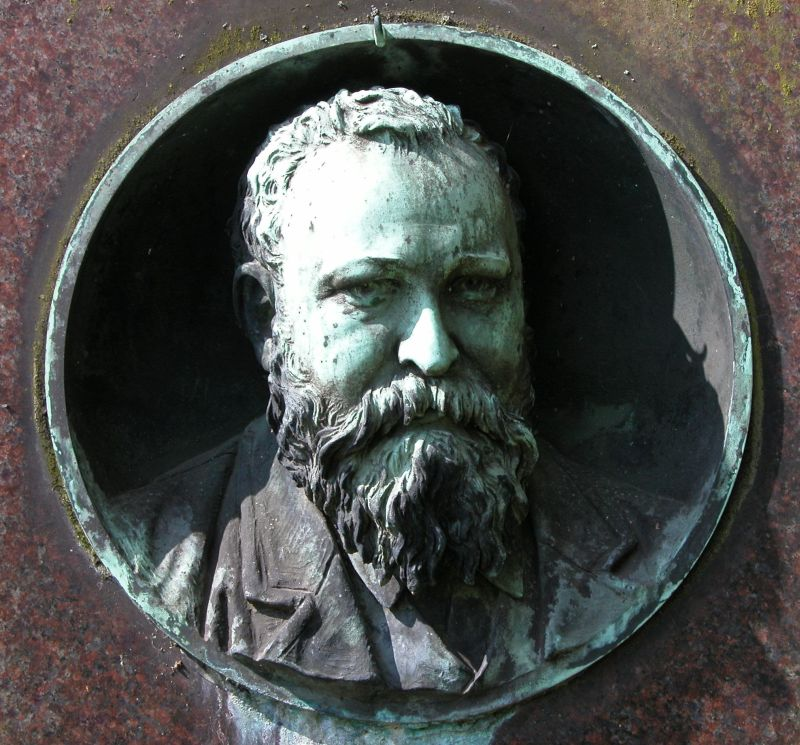
Rilievo di Hermann Howaldt sulla sua lapide presso il Magnifriedhof di Braunschweig

Hermann Heinrich Howaldt (Braunschweig, 5 gennaio 1841 – Braunschweig, 2 dicembre 1891) è stato uno scultore tedesco, fonditore e lavoratore a sbalzo di rame.

## Biografia
Era nato a Braunschweig quinto figlio del fonditore Georg Ferdinand Howaldt. Come suo fratello Augusto, apprese l'arte nel laboratorio del padre in Helmstedter Strasse. La fonderia della famiglia di artisti commerciava per conto di Georg Howaldt & Sohn. Hermann Howaldt si sposò, il 21 marzo 1872 a Braunschweig, con Helene Brust e ebbero sei figli. 
Dal 1880 in poi fu il solo responsabile degli ordini e della loro esecuzione. Dopo la morte di suo padre, continuò a gestire la fonderia fino alla sua tragica morte. Durante l'esecuzione della Fama, alta 4,8 metri e pesante 1,7 tonnellate, per la cupola di vetro dell'edificio dell'Accademia d'arte di Dresda, cadde dalle impalcature e morì. Il suo dipendente e scultore di lunga data, Paul Rinckleben, inizialmente rilevò la sola fonderia in affitto e completò il lavoro iniziato. 
Il figlio di Hermann, Ferdinand Adolf Howaldt, che aveva praticamente imparato il mestiere e studiato all'università tecnica di Braunschweig e nelle botteghe d'arte di Stoccarda e Colonia, entrò, come terza generazione, nella fonderia nel 1903 nonostante la stessa fosse in notevoli difficoltà economiche, ma la società fu costretta al fallimento nel 1906.

## Opere (selezione)

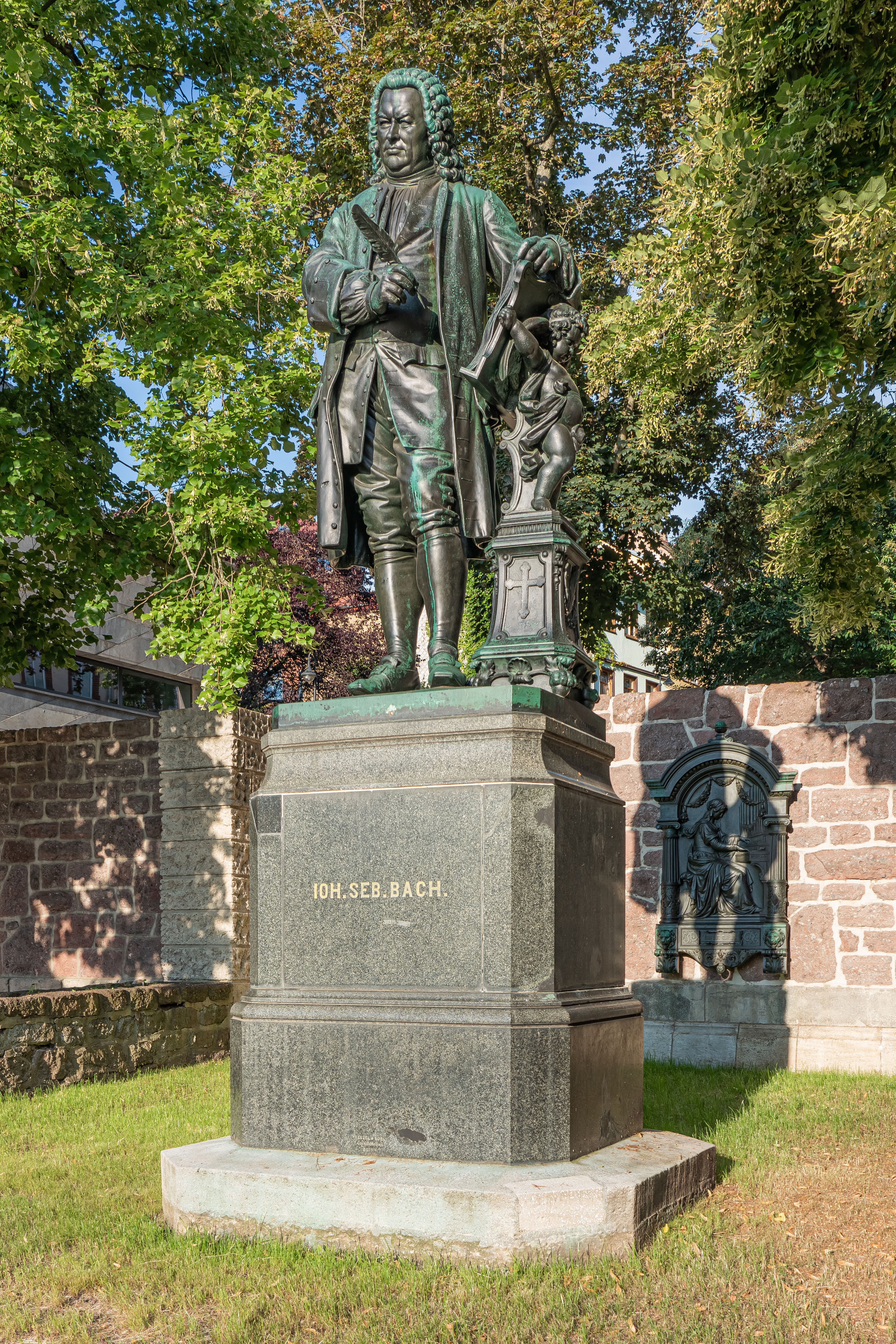
Monumento a Bach a Eisenach
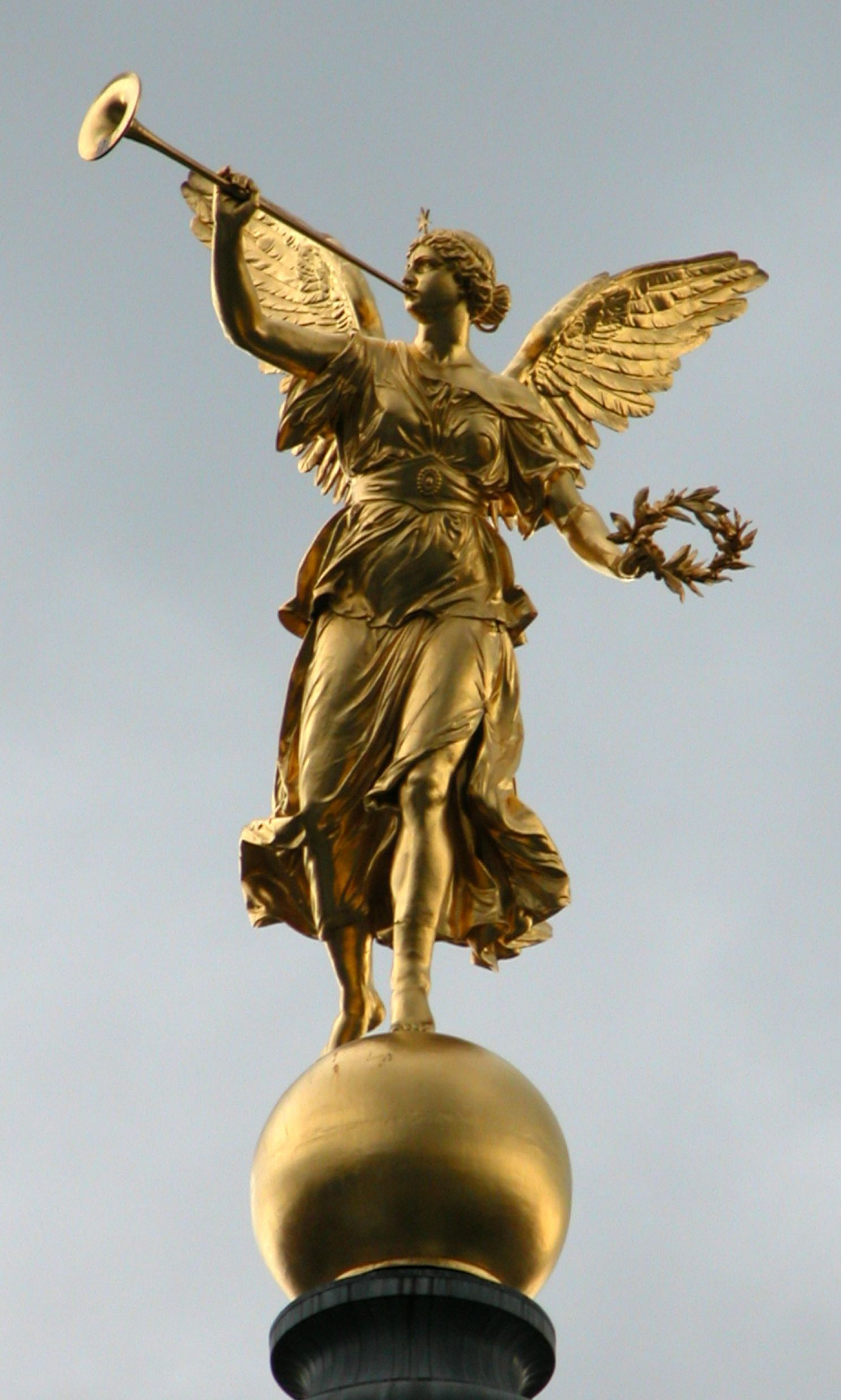
Fama per l'Accademia d'arte di Dresda
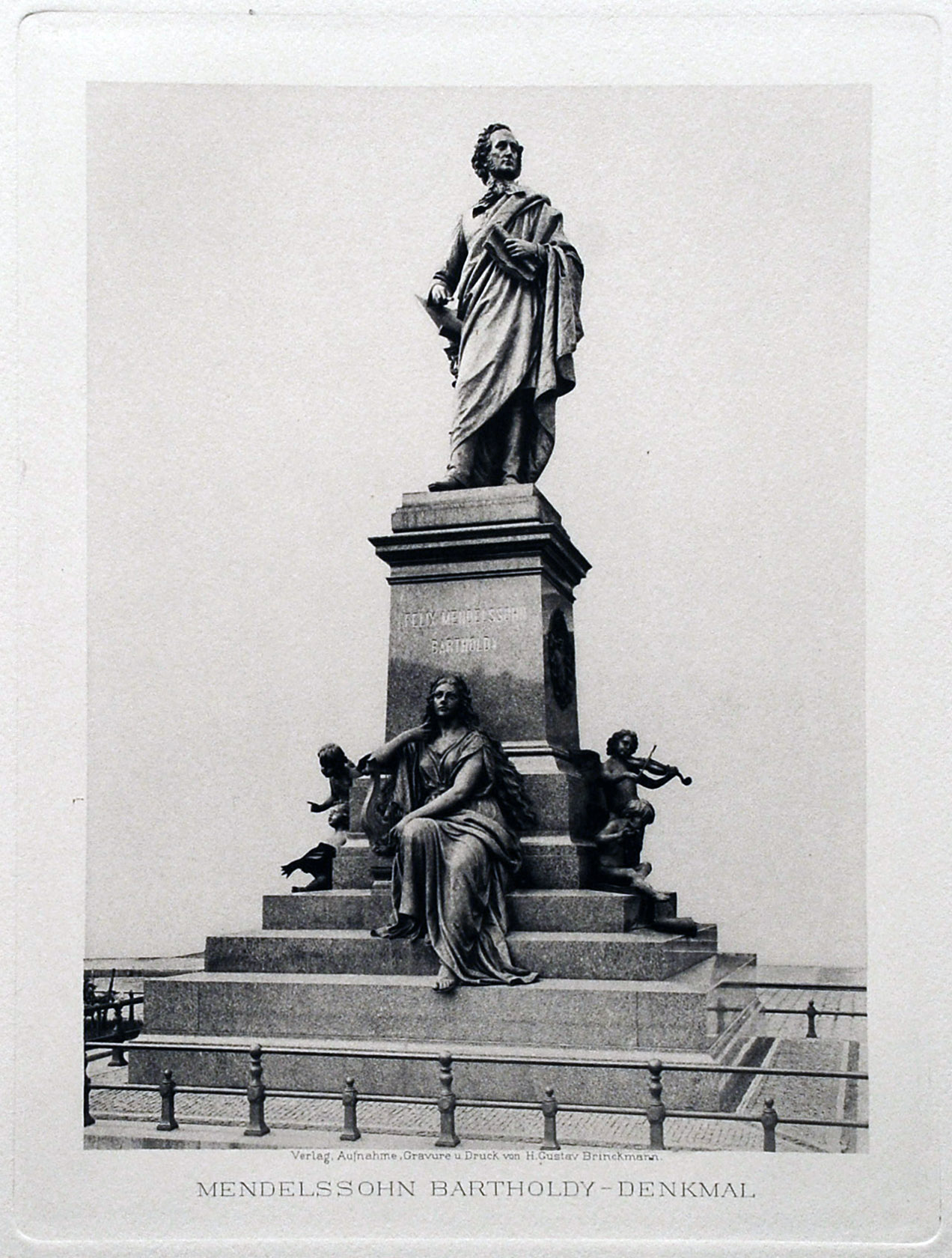
Felix Mendelssohn - statua a Lipsia prima del 1900
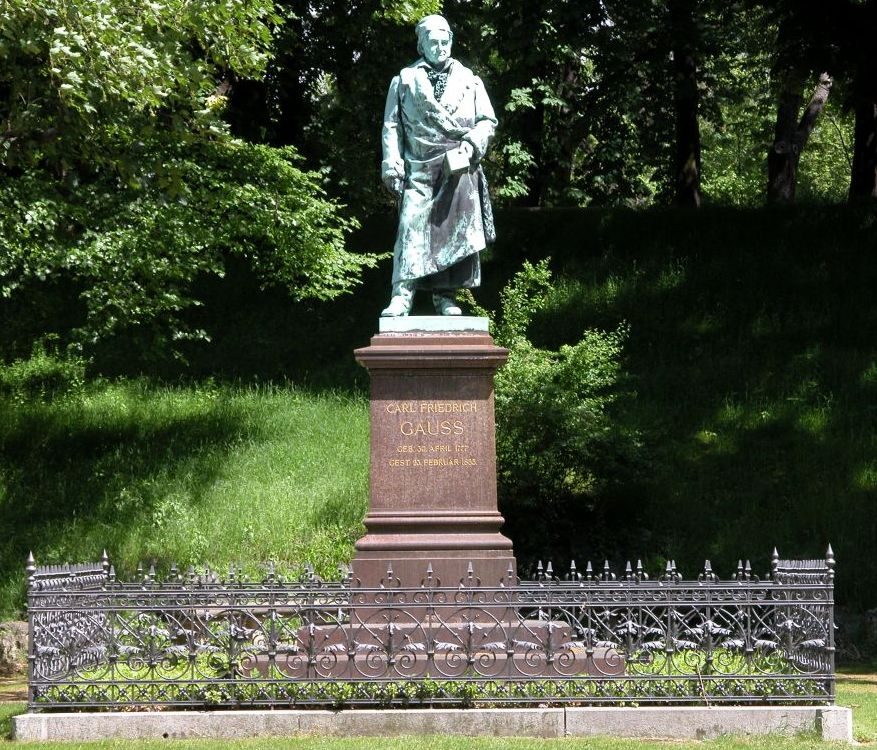
Statua di Gauss a Braunschweig

- Statua di Gauss, 1880, progettata da Fritz Schaper per Braunschweig
- Monumento alla vittoria, 1881, su progetto di Adolf Breymann, continuato dopo la sua morte da Robert Diez, per Braunschweig
- Monumento a Johann Sebastian Bach, 1883, su progetto di Adolf von Donndorf, fusione in bronzo, Eisenach, inaugurato il 28 settembre 1884
- Fontana monumentale per Zittau
- Atlante sul tetto della stazione centrale di Francoforte sul Meno, 1888
- Statua della Germania aper il monumento alla vittoria a Lipsia, su progetto di Rudolf Siemering, inaugurato nel 1888 - rimosso su richiesta della fazione SPD nel 1946
- Monumento di Franz-Abbot su progetto di Carl Friedrich Echtermeier per Braunschweig
- Statua di Felix Mendelssohn Bartholdy, progettata da Werner Stein per Lipsia ( Gewandhausplatz), inaugurata nel 1892, rimossa dal sindaco di Lipsia, Goerdeler, nel novembre 1936
- Fama per la cupola dell'edificio dell'Accademia d'arte di Dresda (il cosiddetto "spremilimoni"), opera in rame dorato su progetto di Robert Henze (1890), completata nel 1893 dallo scultore Paul Rinckleben.